# Дыдымовка
Дыды́мовка — хутор в Курском районе (муниципальном округе) Ставропольского края России.

## География
Расстояние до краевого центра: 273 км.
Расстояние до районного центра: 33 км.

## История
Согласно «Списку населенных мест Кавказского края» за 1874 год хутор Дыдымова, расположенный на правом берегу реки Куры (число дворов — 1, количество жителей — 6 человек православного вероисповедания, при хуторе имелась мельница) входил в Пятигорский округ.
До 16 марта 2020 года хутор входил в упразднённый Ростовановский сельсовет.

## Население
| 1989 | 2002 | 2010 | 2021 |
| ---- | ---- | ---- | ---- |
| 205  | ↘189 | ↘162 | ↗171 |

По данным переписи 2002 года, в национальной структуре населения преобладают чеченцы (61 %).